# 枯叶舟蛾属
枯叶舟蛾属为舟蛾科的一个属，主要分布於中國南方省分，另在印度東北部也有出現紀錄。本屬前翅北背面呈紅褐色，在翅前中部、中部與後中部各有一對深褐色與白色相伴的橫線，另有一條黑色縱線由前翅中室延伸至頂角，三對橫線在縱線呈銳角狀彎曲，相當容易辨認。雄性生殖器的爪狀突（uncus）呈牛角狀分岔，抱器瓣（valva）彎曲而狹長。

## 物种
- 别枯叶舟蛾 Leucolopha singulus Schintlmeister & Fang, 2001
- Leucolopha sinica Chen & Wang, 2006
- 枯叶舟蛾 Leucolopha undulifera Hampson, 1896